# 麥肯齊 (密蘇里州)
麥肯齊（英語：Mackenzie）是位於美國密蘇里州聖路易斯縣的非建制地區。此地原為聖路易斯縣的村，2018年4月公投通過從市鎮名單中除名，同年7月8日成為非建制地區。

## 人口
根據2010年美國人口普查的數據，麥肯齊的面積為0.05平方千米，皆為陸地。當地共有人口134人，而人口密度為每平方千米2,680人。